# Thomas Le Seur
Thomas Le Seur (francès: Thomas Leseur)  (Rethel, 1 d'octubre de 1703 - Roma, 25 de setembre de 1770), a vegades escrit Leseur, va ser un frare i matemàtic francès que va treballar a Itàlia bona part de la seva vida.

## Vida i obra
Nascut a Rethel (Ardenes), va ingressar a l'orde dels Mínims a la seva vida natal i va fer estudis a Roma entre 1723 i 1728. Després va ser professor a diverses escoles de la regió de Xampanya fins que el 1735 es va assentar definitivament al convent dels Mínims francesos a Roma: la Trinità dei Monti. Va ser professor de François Jacquier amb qui va publicar posteriorment diverses obres científiques, mantenint una estreta amistat. Va ser professor de la Universitat Pontifícia Urbana i de la Universitat de Roma La Sapienza.
La seva obra més notable va ser l'edició anotada dels Principia de Newton, publicada a Gènova entre 1739 i 1742, escrita conjuntament amb François Jacquier i Jean Louis Calandrini.
El 1743 també va participar amb Jacquier i Bošković en l'avaluació dels danys de la Basílica de Sant Pere.
El 1768 es va imprimir a Parma la que potser és la seva obra més original: un tractat de càlcul integral.